# ويليام هيلي (ممثل)
ويليام هيلي هو ممثل كندي، ولد في 10 يونيو 1999 في فانكوفر في كندا.

## أعمال

### أفلام
- (2015) القمة القرمزية[1]

## وصلات خارجية
- ويليام هيلي على موقع IMDb (الإنجليزية)